# Henry Willey Reveley
Henry Willey Reveley (Reading, 1788 - Reading, 27 januari 1875), was een Brits civiel ingenieur.  Hij ontwierp de eerste publieke gebouwen van West-Australië.

## Vroege leven
Reveley was de zoon van Willey Reveley en Maria James. Zijn ouders waren bevriend met progressieve intellectuelen als Jeremy Bentham, Percy Bysshe Shelley, William Godwin en diens echtgenote Mary Wollstonecraft. Willey Reveley was een architect en werkte mee aan Benthams Panoticum. De 'Church of All Saints' in Southampton is van zijn hand.
Na de dood van Reveley's vader in 1799 hertrouwde zijn moeder met John Gisborne (of Gisbourne). Het gezin migreerde naar Italië. Reveley studeerde er natuurfilosofie en wiskunde. Hij studeerde als civiel ingenieur aan de universiteit van Pisa af maar vond moeilijk werk. Reveley raakte bevriend met Percy Bysshe Shelley en redde hem van verdrinking in de rivier de Arno in 1821.
Na de dood van Shelley in 1822 keerde Reveley naar Engeland terug. Hij zou er onder John Rennie hebben gestudeerd. Rennie bouwde de Waterloo Bridge. Reveley huwde Cleobulina Fielding, ook wel Amelia genoemd, de zus van Copley Fielding, op 20 januari 1824. Reveley werd tot koloniaal civiel ingenieur van Kaapstad benoemd. Hij arriveerde in januari 1826 in Kaapstad en diende er de havenfaciliteiten van de Tafelbaai op te waarderen. In 1827 bouwde Reveley de 'St Andrews Presbyterian Church' in Kaapstad.
In mei 1828 werd Reveley vanwege incompetentie door gouverneur Richard Bourke uit zijn functie gezet. Hij werd begin 1829 nog als klerk voor de bouw van Kaapstads 'St George's Cathedral' aangeworven. James Stirling deed op 16 april 1829 aan boord van de Parmelia, met Nieuw-Holland als bestemming, Kaapstad aan. Hij vroeg Reveley om koloniaal civiel ingenieur te worden van de nog op te richten kolonie aan de rivier de Swan. Reveley stemde hierin toe en scheepte samen met zijn echtgenote op de Parmelia in.

## West-Australië
Reveley's eerste taak bestond erin na aankomst voor tijdelijk onderdak op Garden Island te zorgen. Eens de kolonisten zich op het vasteland - in wat later Fremantle zou worden - vestigden, en Stirling Perth stichtte, werd Reveley verantwoordelijk voor de bouw van alle publieke gebouwen. Hij bouwde barakken voor de soldaten, het 'Government House' en alle andere publieke gebouwen van de kolonie aan de rivier de Swan.
De gevangenis met twaalf muren uit 1831 te Fremantle, het Round House, is nog steeds in goede staat en staat als erfgoed geregistreerd. Verder ontwierp Revely in 1836 Perths Old Court House. Hij leidde het uitdiepen van een vaargeul door de zandbank in de monding van de rivier de Swan en tekende plannen voor een haven en golfbreker in Fremantle. Reveley bouwde en opereerde een watermolen volgens een Toscaans ontwerp, op het aan hem toegewezen stuk grond waar later de 'Old Perth Boys School' en de 'Old Perth Technical School' zouden worden gevestigd.
In 1837 bouwde Reveley een golfbreker en 57 meter lange tunnel voor een bedrijf dat aan walvisvaart deed. De tunnel verbond 'Bathers Beach Whaling Station' met Fremantles hoofdstraat. De aard van het gesteente waaruit 'Arthur's Head' bestaat stond toe de tunnel middels het houweel uit te graven. Het werk nam 5 maanden in beslag.
Reveley was teleurgesteld met de door de nieuwe kolonie geboden vooruitzichten voor zijn carrière en keerde in november 1838 met zijn echtgenote terug naar Engeland. Hij gaf er les in kunst en wetenschap. Reveley publiceerde twee werken over West-Australië, een over hout (1873) en een over migratiebeleid (1844). In 1844 drong hij aan op verder onderzoek van een vondst van kaolien in de vallei van de Swan. De kaolien kon gebruikt worden voor de productie van keramiek.

## Nalatenschap
Reveley stierf op 27 januari 1875 in zijn geboortestad Reading in Engeland.
Het 'Round House' (1831) in Fremantle en het 'Old Court House' (1836) in Perth bieden beide onderdak aan musea.

## Galerij

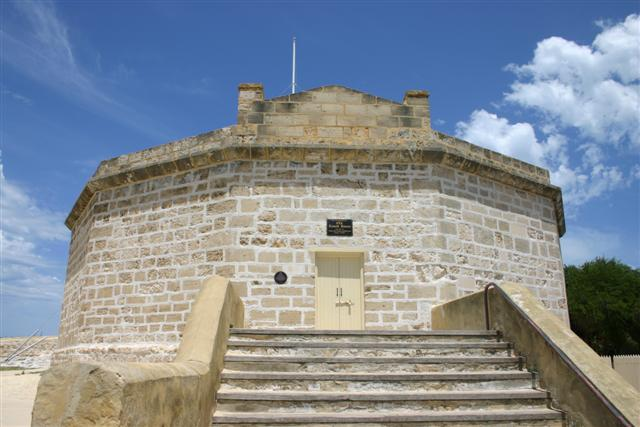
'The Round House' in Fremantle
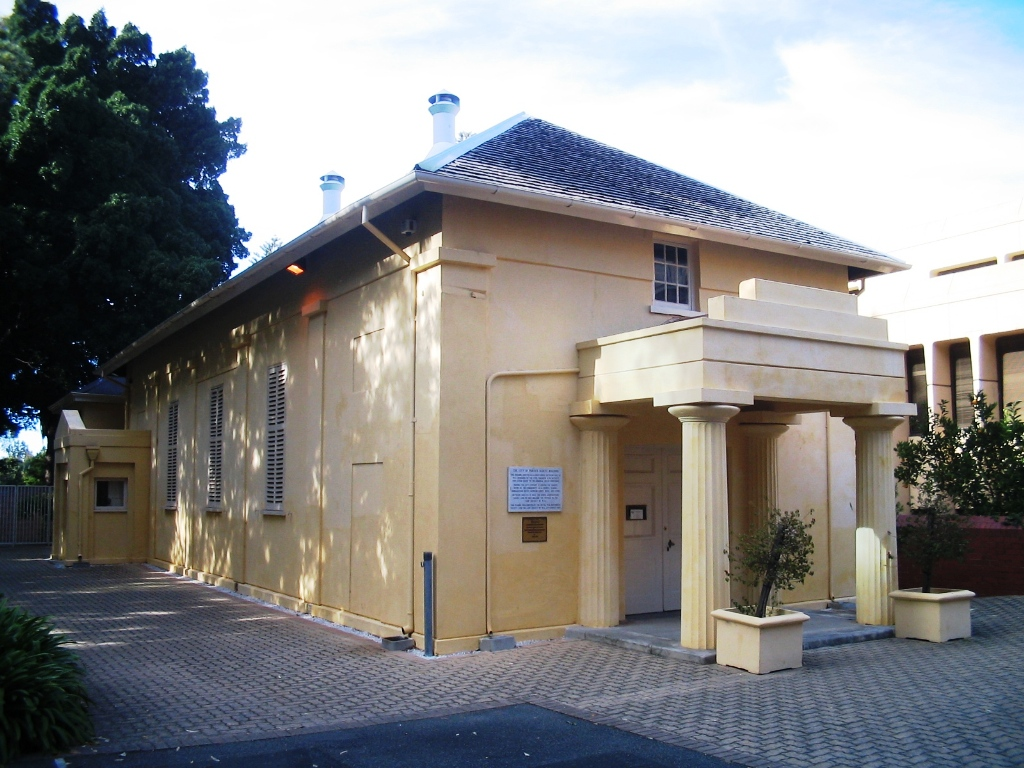
'The Old Court House' in Perth
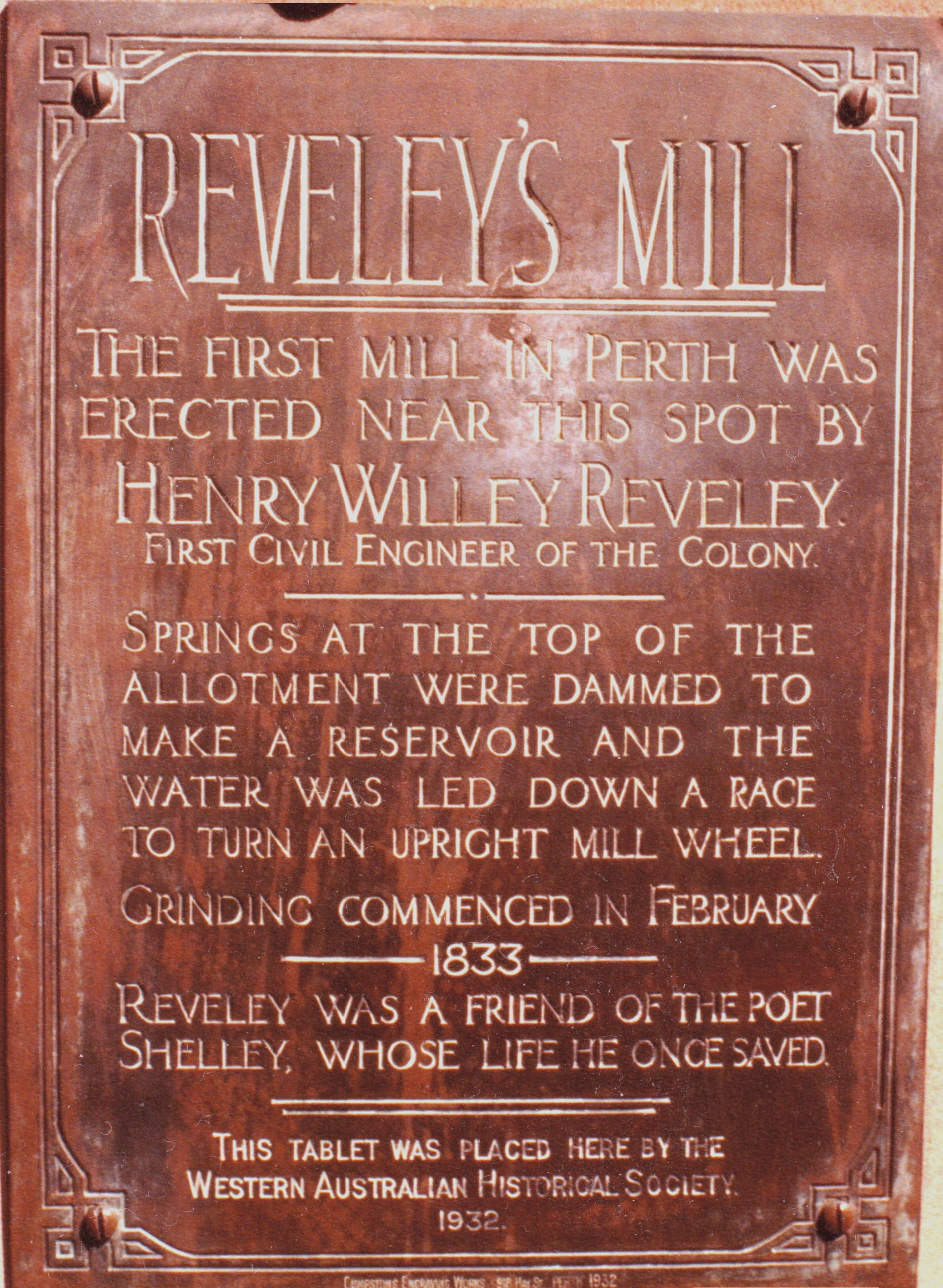
Herdenkingsplaat Reveley's watermolen
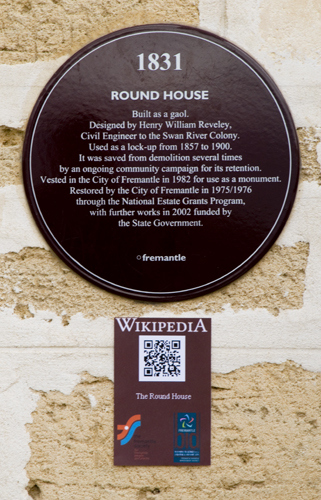
Plaatje Freopediaproject Wikipedia
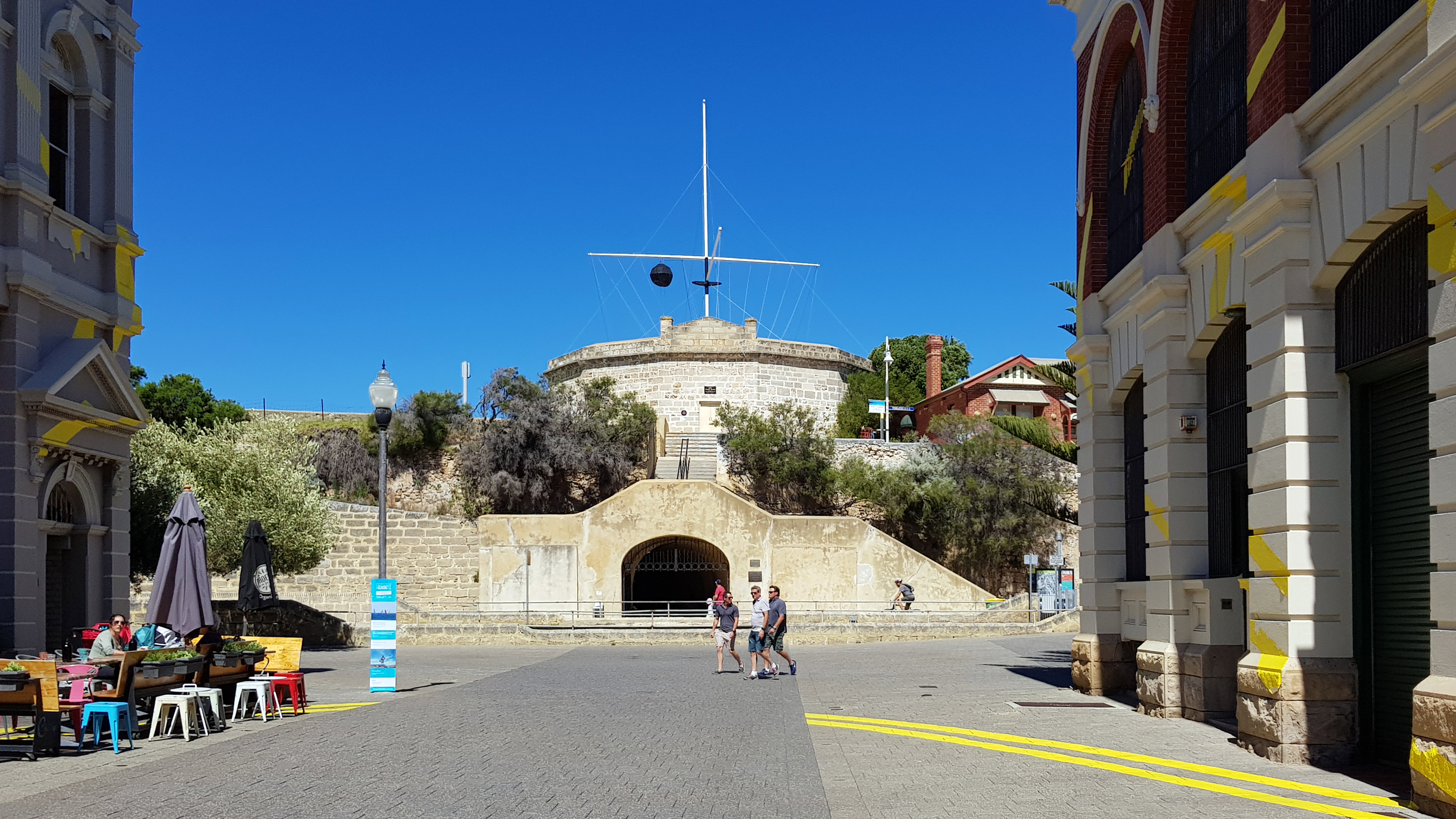
Fremantles 'Whalers Tunnel' en 'The Round House'
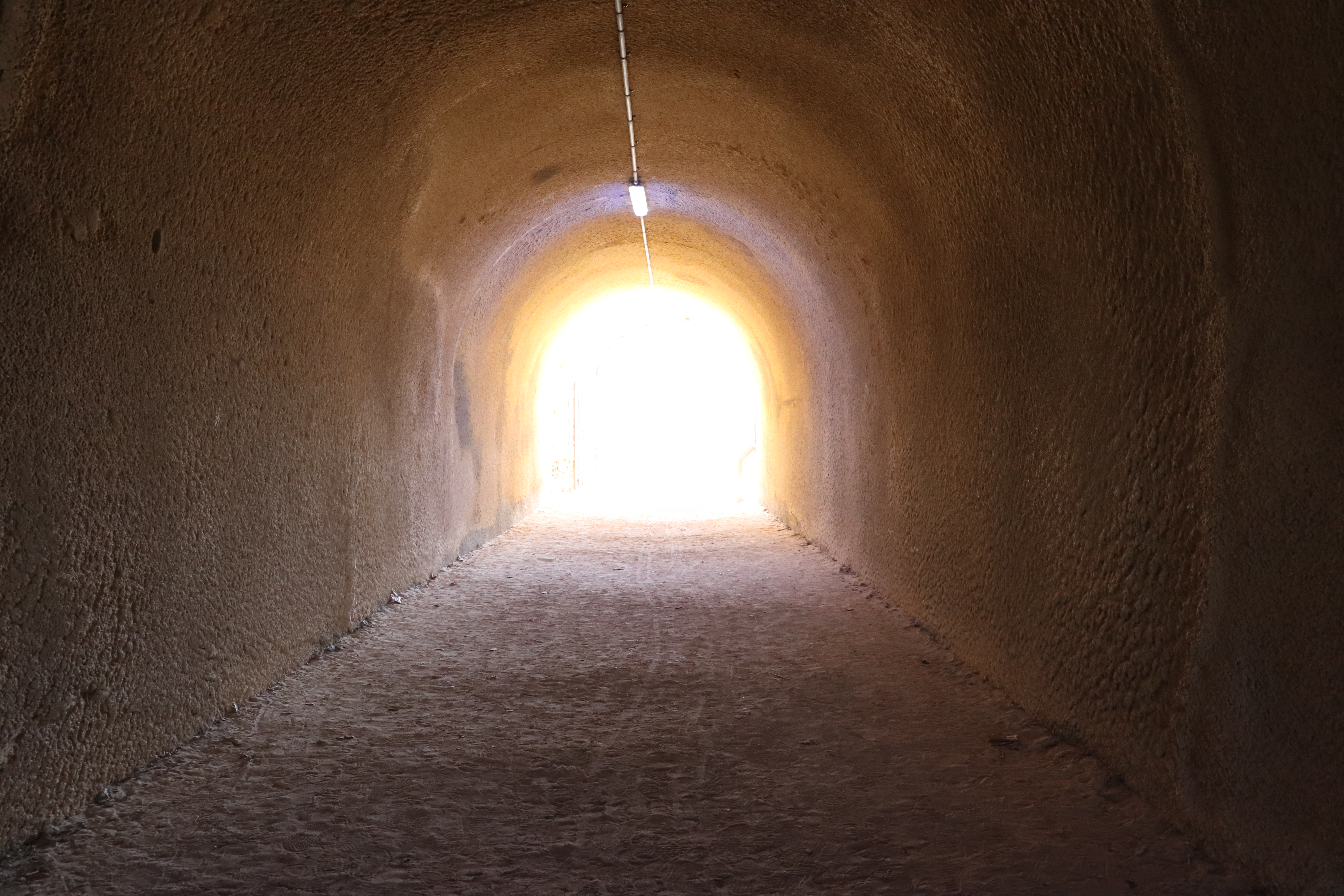
Fremantles 'Whalers Tunnel'

- Australian Dictionary of Biography: reveley-henry-willey-2587
- Library of Congress Control Number: no2018043056
- SNAC: w6dz0mgx
- Trove: 509625
- Virtual International Authority File: 92260527
- WorldCat: E39PBJwMwY8bDfKRp4C87KBVmd